# Chiffres et constellations amoureux d'une femme
Chiffres et constellations amoureux d'une femme est un tableau réalisé par le peintre espagnol Joan Miró en 1941 à Palma, dans les îles Baléares. Partie de sa série de Constellations, cette aquarelle sur papier vélin représente un ensemble de figures stylisées éparpillées sur un fond couleur ivoire, parmi lesquelles des étoiles et des yeux. Don de madame Gilbert W. Chapman en 1953, l'œuvre est conservée à l'Art Institute of Chicago, à Chicago, dans l'Illinois, aux États-Unis.